# Calappa calappa
Espèce
Calappa calappa  est une espèce de crustacés décapodes marins de la famille des Calappidae soit parmi les "crabes honteux".
Calappa calappa est présent dans les eaux tropicales de l'Indo-Pacifique. 
Sa carapace est de forme ovale, elle est plus large que longue et sa taille maximale est d'environ 15 cm dans le sens de largeur.